# Site corbuséen du Cap Martin
Le site corbuséen du Cap Martin est un ensemble de construction réalisé par Le Corbusier accessible seulement par le  sentier du littoral dit des  douaniers, à Roquebrune-Cap-Martin dans les Alpes-Maritimes en France. Le cabanon de Le Corbusier est un témoignage de ses réflexions sur la production standardisée. Le site a été inscrit, avec 16 autres œuvres architecturales de Le Corbusier, sur la liste du patrimoine mondial de l'UNESCO en 2016.

## Historique
Le site corbuséen de Roquebrune-Cap Martin comprend :
- la guinguette « L’Étoile de Mer », édifiée par le cabaretier Rebutato en 1948-1949,
- le cabanon mitoyen ajouté par Le Corbusier en 1952,
- les unités de camping, juxtaposition de cinq cellules identiques construites en 1954-1957.

Devenu peu à peu propriétaire de l'intégralité du site, le Conservatoire du littoral confie d'abord la gestion du site à la commune de Roquebrune-Cap-Martin. Au cours de ses années de gestion, la commune a permis la sauvegarde du site en accompagnant différentes actions parmi lesquelles d'importants travaux de restauration notamment sur la villa E-1027. Des visites du cabanon et de l'Étoile de Mer sont alors régulièrement organisées sur réservation par l'office de tourisme.
Depuis septembre 2014 la gestion du site et l'organisation des visites sont confiées par le Conservatoire en accord avec la commune à l'association Cap Moderne. Cette dernière bénéficie pour cela du soutien financier du fonds de dotation Eileen Gray Le Corbusier à Cap Martin.

## Les fresques
Le Corbusier a réalisé les fresques de la ginguette « L'Étoile de Mer ».

## Classement
Le site corbuséen a été inscrit le 25 mars 1994 et le cabanon a été classé le 3 septembre 1996 au titre des monuments historiques. Le site a été classé par arrêté du 29 septembre 2021.
Le site a reçu le « Label Patrimoine du XXe » siècle par arrêté du 1er mars 2001.
La candidature de plusieurs sites construits par Le Corbusier (dont le cabanon) au patrimoine mondial de l'UNESCO a déjà été refusée en 2009 puis en 2011 en raison d'une liste trop longue et l’absence du site de Chandigarh en Inde,. Un nouveau dossier de candidature tenant compte des différentes remarques est déposé fin janvier 2015 et proposé lors de la 40e session du Comité du patrimoine mondial qui se tient à Istanbul (Turquie) du 10 au 17 juillet 2016. L'ensemble est finalement classé le 17 juillet 2016.